# Viola Ardone

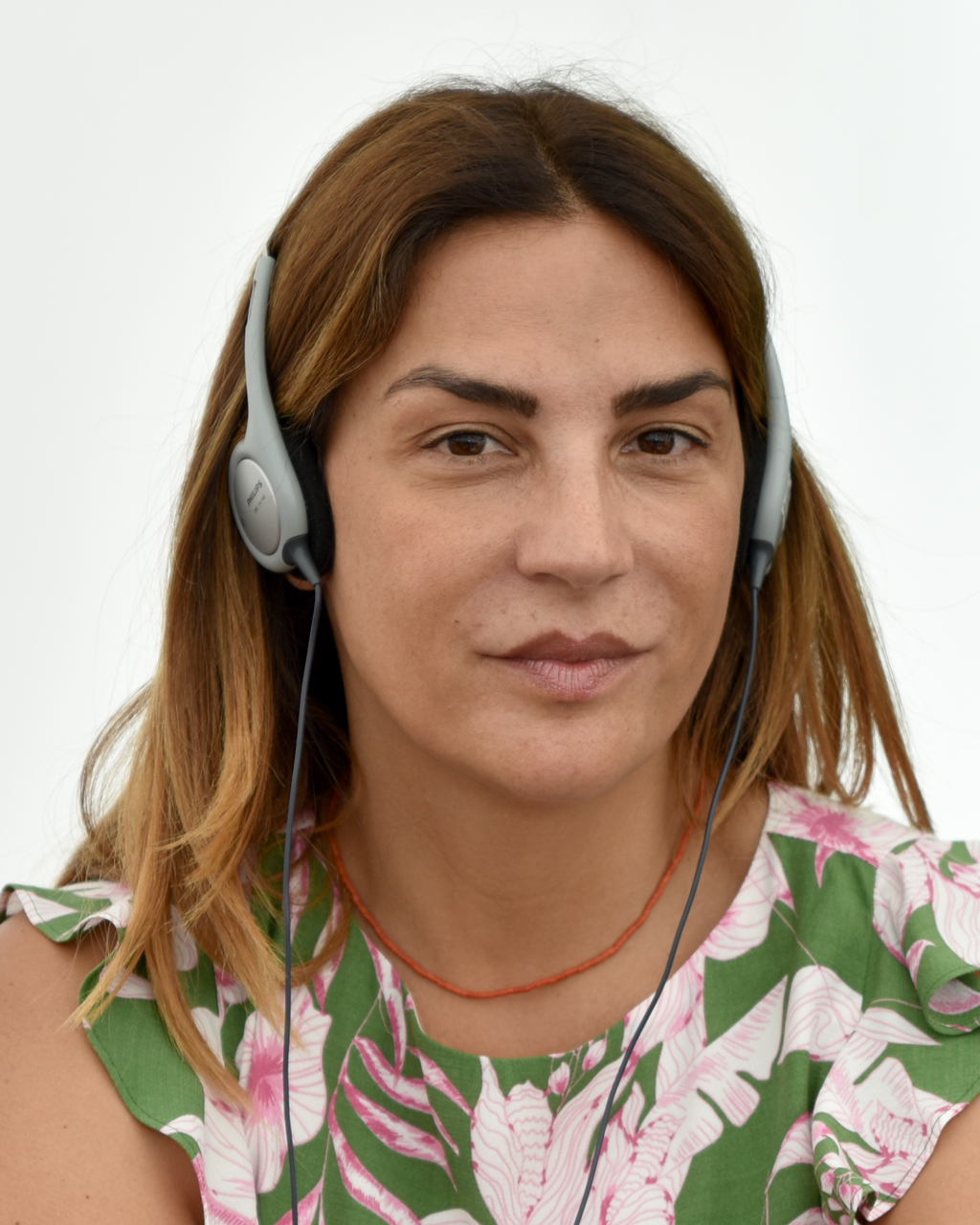
Viola Ardone

Viola Ardone (Nàpols, 2 de juliol de 1974) és una escriptora italiana.

## Biografia
Nascuda a Nàpols, va passar els seus primers anys a Sardenya, degut a la feina dels seus pares, tots dos professors, i després va tornar a la seva ciutat natal, on va assistir a l'institut clàssic Pansini i a la Universitat Frederic II, on es va graduar en literatura l'any 1996 amb el professor Franco Carmelo Greco. En els primers anys va treballar en el camp de l'edició, editant molts manuals per a escoles i per a exàmens i concursos.
Després va passar a ensenyar italià i llatí a l'escola secundària científica estatal "De Carlo" a Giugliano in Campania. També va fer un taller d'escriptura per als nens de l'institut penal per a menors de l'illa de Nesis.
Escriu des de petita, però el seu debut com a autora es va produir l'any 2012 amb la novel·la La ricetta del cuore in subbuglio (La recepta del cor en turbulencia), per a Salani, seguida el 2016 per Una rivoluzione sentimentale (Una revolució sentimental). El 2019 va publicar la novel·la Il treno dei bambini (El tren dels infants) per a Einaudi, èxit editorial a la Fira del Llibre de Frankfurt d'aquell any i traduïda a més de trenta idiomes. Oliva Denaro es publicarà el 2021, de nou per Einaudi.
És autora del conte rimat per a nens Cyrano dal naso strano (Cyrano amb un nas estrany) (Albe, 2017), il·lustrat per Luca Dalisi.
Al mateix temps col·labora amb diversos diaris: Corriere del Mezzogiorno, la Repubblica, La Stampa, L'Espresso.
L'any 2023 es va anunciar que la directora Cristina Comencini dirigiria una adaptació cinematogràfica lliure basada en el seu èxit de vendes Il treno dei bambini: produïda per Palomar per a Netflix Itàlia, estarà protagonitzada per Barbara Ronchi, Serena Rossi i Stefano Accorsi. El rodatge, que va començar a finals de setembre a Torí, va continuar a Salern i Nàpols, després a la província de Reggio Emilia, a Roccabianca i a la Toscanaref>La Nazione, 15 novembre 2023</ref> fins al desembre de 2023.
La novel·la Oliva Denaro, inspirada en la figura de Franca Viola, també va ser portada al teatre l'any 2024 per Ambra Angiolini.

## Obra

### Novel·la
- La ricetta del cuore in subbuglio, Milano, Salani, 2012, ISBN 978-88-6256-920-0. Ristampa: 2021, ISBN 978-88-310-0792-4.
- Una rivoluzione sentimentale, Milano, Salani, 2016, ISBN 978-88-6918-310-2. Ristampa: 2020, ISBN 978-88-310-0483-1.
- Il treno dei bambini, Torino, Einaudi, 2019, ISBN 978-88-06-24232-9. Anche: Mondolibri, Milano, 2019. Publicada en català el 2020 per Columna amb el títol El tren dels nens, traduïda per Alba Dedeu, ISBN 978-84-66-42681-7
- Oliva Denaro, Einaudi, 2021, ISBN 978-88-06-24797-3. Ristampa: Mondolibri, Milano, 2022. Publicada en català el 2023 per Columna amb el títol La decisió, traduïda per Mercè Ubach Dorca, ISBN 978-84-66-42993-1
- Grande meraviglia, Torino, Einaudi 2023, ISBN 9788806257620.

### Contes
- Cyrano dal naso strano, Milano, Albe, 2017, ISBN 978-88-94888-07-2.